# Slottsskogsvallen
Slottsskogsvallen is een multifunctioneel stadion in de Zweedse stad Göteborg. Het werd geopend op 12 mei 1923 en was tot 2006 de thuishaven van de vrouwenvoetbalclub Kopparbergs/Göteborg FC.
Elk jaar wordt de halve marathon van Göteborg (Göteborgsvarvet) gehouden. Deze begint aan de buitenkant van de accommodatie en eindigt binnenin het stadion. De marathon van Göteborg begint en eindigt in de Slottsskogsvallen.

## Interlands
| № | Datum        | Wedstrijd           | Uitslag | Competitie                   | Toeschouwers |
| - | ------------ | ------------------- | ------- | ---------------------------- | ------------ |
| 1 | 10 juni 1923 | Zweden – Oostenrijk | 4 – 2   | Vriendschappelijk            | 9.500        |
| 2 | 9 juni 1925  | Zweden – Finland    | 4 – 0   | Vriendschappelijk            | 7.500        |
| 3 | 16 juni 1925 | Zweden – Denemarken | 3 – 2   | Noords Kampioenschap 1929-32 | 20.553       |

Bijgewerkt t/m 3 januari 2014.